# Henri Anglade
Henri Anglade (Thionville, 6 de julio de 1933-Lyon, 10 de noviembre de 2022), fue un ciclista francés, profesional entre 1956 y 1967. Su mayor logro fue la consecución del segundo puesto en el Tour de Francia tan sólo superado por Federico Martín Bahamontes.

## Palmarés
1959
- Super Prestige Pernod International
- Campeonato de Francia en Ruta
- Dauphiné Libéré
- 2º del Tour de Francia, más 1 etapa

1961
- 1 etapa del Tour de l'Aude

1962
- 1 etapa del Tour de Romandía

1963
- 1 etapa del Critérium Nacional

1965
- Campeonato de Francia en Ruta

## Resultados en las grandes vueltas
| Carrera         | 1956 | 1957 | 1958 | 1959 | 1960 | 1961 | 1962 | 1963 | 1964 | 1965 | 1966 | 1967 |
| --------------- | ---- | ---- | ---- | ---- | ---- | ---- | ---- | ---- | ---- | ---- | ---- | ---- |
| Giro de Italia  | -    | -    | -    | -    | -    | -    | Ab.  | -    | -    | -    | -    | -    |
| Tour de Francia | -    | 28º  | 17º  | 2º   | 8º   | 18º  | 12º  | 11º  | 4º   | 4º   | -    | Ab.  |
| Vuelta a España | -    | -    | -    | -    | -    | -    | -    | -    | -    | -    | -    | -    |
| Mundial en Ruta | -    | -    | -    | Ab.  | 16º  | -    | 8º   | -    | 33º  | -    | -    | -    |

-: no participa

Ab.: abandono